# Anthene locuples
Anthene locuples är en fjärilsart som beskrevs av Grose-smith 1898. Anthene locuples ingår i släktet Anthene och familjen juvelvingar. Inga underarter finns listade i Catalogue of Life.